# Frankrijk op het Eurovisiesongfestival 2003
Frankrijk deed in 2003 voor de zesenveertigste keer mee aan het Eurovisiesongfestival. In de Letse stad Riga werd het land op 24 mei vertegenwoordigd door Louisa Baïleche met het lied "Monts et merveilles". Het land eindigde met 19 punten op de achttiende plaats.

## Nationale voorselectie
Net zoals het voorbije jaar, koos men er opnieuw voor een interne selectie te organiseren.
Uiteindelijk koos men voor Louisa Baïleche met het lied Monts et merveilles.

## In Riga
In Letland moest Frankrijk optreden als 19de, net na Noorwegen en voor Polen. Op het einde van de puntentelling werd duidelijk dat Frankrijk de achttiende plaats had behaald met 19 punten.

### Gekregen punten
Nederland en België hadden geen punten over voor deze inzending.

#### Finale
| 12 punten | 10 punten | 8 punten                | 7 punten   | 6 punten   |
| --------- | --------- | ----------------------- | ---------- | ---------- |
|           |           | - Bosnië en Herzegovina |            | - Roemenië |
| 5 punten  | 4 punten  | 3 punten                | 2 punten   | 1 punt     |
|           |           | - Polen                 | - Portugal |            |

### Punten gegeven door Frankrijk

#### Finale
Punten gegeven in de finale:
| 12 punten | België    |
| 10 punten | Turkije   |
| 8 punten  | Israël    |
| 7 punten  | Rusland   |
| 6 punten  | Portugal  |
| 5 punten  | Polen     |
| 4 punten  | Roemenië  |
| 3 punten  | Noorwegen |
| 2 punten  | Zweden    |
| 1 punt    | IJsland   |